# コランタン・トリッソ
コランタン・トリッソ（Corentin Tolisso、1994年8月3日 - ）は、フランス・タラール出身のサッカー選手。フランス代表。オリンピック・リヨン所属。ポジションはミッドフィールダー。

## クラブ経歴
2014年、下部組織からリヨンのトップチームに昇格。2014-15シーズンから中盤の主軸として活躍し、UEFAチャンピオンズリーグ出場権の獲得や2016-17シーズンのヨーロッパリーグベスト4進出に貢献した。
その活躍からユヴェントスFCやチェルシーFCなどヨーロッパの強豪が獲得に動いたが、2017年6月15日、バイエルン・ミュンヘンに移籍した。契約期間は2022年6月30日まで。移籍金はリヨンによると4150万ユーロにボーナス600ユーロを加えた現状でのバイエルン史上最高額の移籍金となる。2017-18シーズンは公式戦40試合で10得点7アシストを記録した。2018-19シーズンは第3節のバイエル・レバークーゼン戦で前十字靭帯断裂、および半月板を損傷。4月に復帰かと思われていたが、結局そのシーズンははじめの2試合を除いて全休した。本人はのちにその日々を監獄での生活にたとえていた。2022年5月30日、2021-22シーズン限りでバイエルンを退団することが発表された。
2022年7月1日、古巣リヨンに加入した。契約期間は5年間。

## 代表経歴

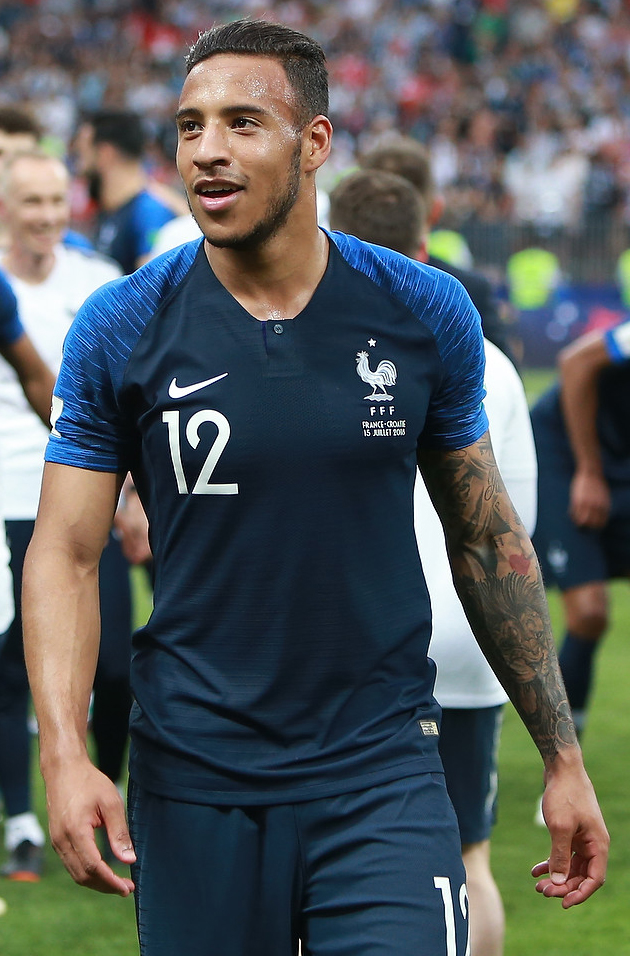
フランス代表でのトリッソ（2018年）

トーゴ人の父親を持つが、フランス代表を選択した。2018 FIFAワールドカップに出場し、準々決勝のウルグアイ戦ではアントワーヌ・グリーズマンのゴールをアシスト。決勝では73分から交代で出場した。

## 個人成績
2020年3月3日現在
| クラブ                 | シーズン | リーグ         | リーグ | リーグ | カップ | カップ | リーグカップ | リーグカップ | 国際大会 | 国際大会 | その他 | その他 | 通算 | 通算 |
| クラブ                 | シーズン | リーグ         | 出場   | 得点   | 出場   | 得点   | 出場         | 得点         | 出場     | 得点     | 出場   | 得点   | 出場 | 得点 |
| ---------------------- | -------- | -------------- | ------ | ------ | ------ | ------ | ------------ | ------------ | -------- | -------- | ------ | ------ | ---- | ---- |
| リヨン                 | 2013-14  | リーグ・アン   | 14     | 1      | 1      | 0      | 1            | 0            | 9        | 0        | —      | —      | 25   | 1    |
| リヨン                 | 2014-15  | リーグ・アン   | 38     | 7      | 2      | 0      | 0            | 0            | 3        | 0        | —      | —      | 43   | 7    |
| リヨン                 | 2015-16  | リーグ・アン   | 33     | 5      | 4      | 1      | 2            | 1            | 6        | 0        | 0      | 0      | 45   | 7    |
| リヨン                 | 2016-17  | リーグ・アン   | 31     | 8      | 1      | 1      | 0            | 0            | 14       | 4        | 1      | 1      | 47   | 14   |
| リヨン                 | 通算     | 通算           | 116    | 21     | 8      | 2      | 3            | 1            | 32       | 4        | 1      | 1      | 160  | 29   |
| バイエルン・ミュンヘン | 2017-18  | ブンデスリーガ | 26     | 6      | 5      | 1      | —            | —            | 8        | 3        | 1      | 0      | 40   | 10   |
| バイエルン・ミュンヘン | 2018-19  | ブンデスリーガ | 2      | 1      | 2      | 0      | —            | —            | 0        | 0        | 0      | 0      | 4    | 1    |
| バイエルン・ミュンヘン | 2019-20  | ブンデスリーガ | 13     | 1      | 4      | 0      | —            | —            | 6        | 2        | 1      | 0      | 24   | 3    |
| バイエルン・ミュンヘン | 通算     | 通算           | 41     | 8      | 11     | 1      | —            | —            | 14       | 5        | 2      | 0      | 68   | 14   |
| 総通算                 | 総通算   | 総通算         | 157    | 29     | 19     | 3      | 3            | 1            | 46       | 9        | 3      | 1      | 228  | 43   |

## 代表歴

### 出場大会
- フランス代表
  - 2018年 - 2018 FIFAワールドカップ（優勝）
  - 2018年 - UEFAネーションズリーグ2018-19
  - 2020年 - UEFAネーションズリーグ2020-21
  - 2021年 - UEFA EURO 2021（ベスト16）

### 試合数
- 国際Aマッチ 28試合 2得点（2017年-2021年）[6]

| フランス代表 | 国際Aマッチ | 国際Aマッチ |
| 年           | 出場        | 得点        |
| ------------ | ----------- | ----------- |
| 2017         | 5           | 0           |
| 2018         | 10          | 0           |
| 2019         | 6           | 1           |
| 2020         | 2           | 1           |
| 2021         | 5           | 0           |
| 通算         | 28          | 2           |

## タイトル

### クラブ
バイエルン・ミュンヘン
- ブンデスリーガ : 5回（2017-18, 2018-19, 2019-20, 2020-21, 2021-22）
- DFLスーパーカップ : 2回（2017, 2018）
- DFBポカール : 2回（2018-19, 2019-20）
- UEFAチャンピオンズリーグ：1回 (2019-20)
- UEFAスーパーカップ：1回 (2020)

### 代表
- FIFAワールドカップ（2018）